# Fünf-Wunden-Kapelle (Hörmanshofen)

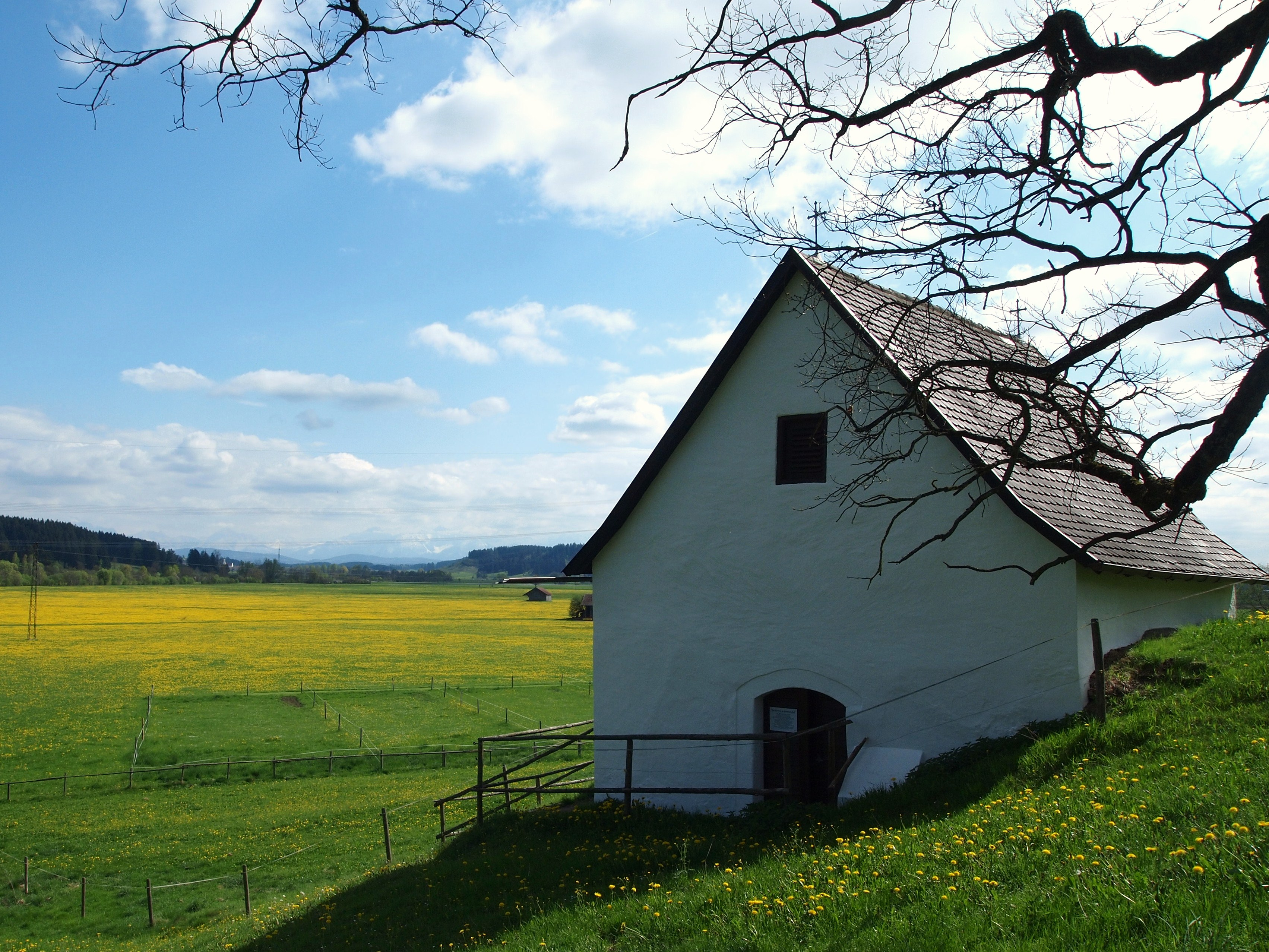
Fünf-Wunden-Kapelle in Hörmanshofen

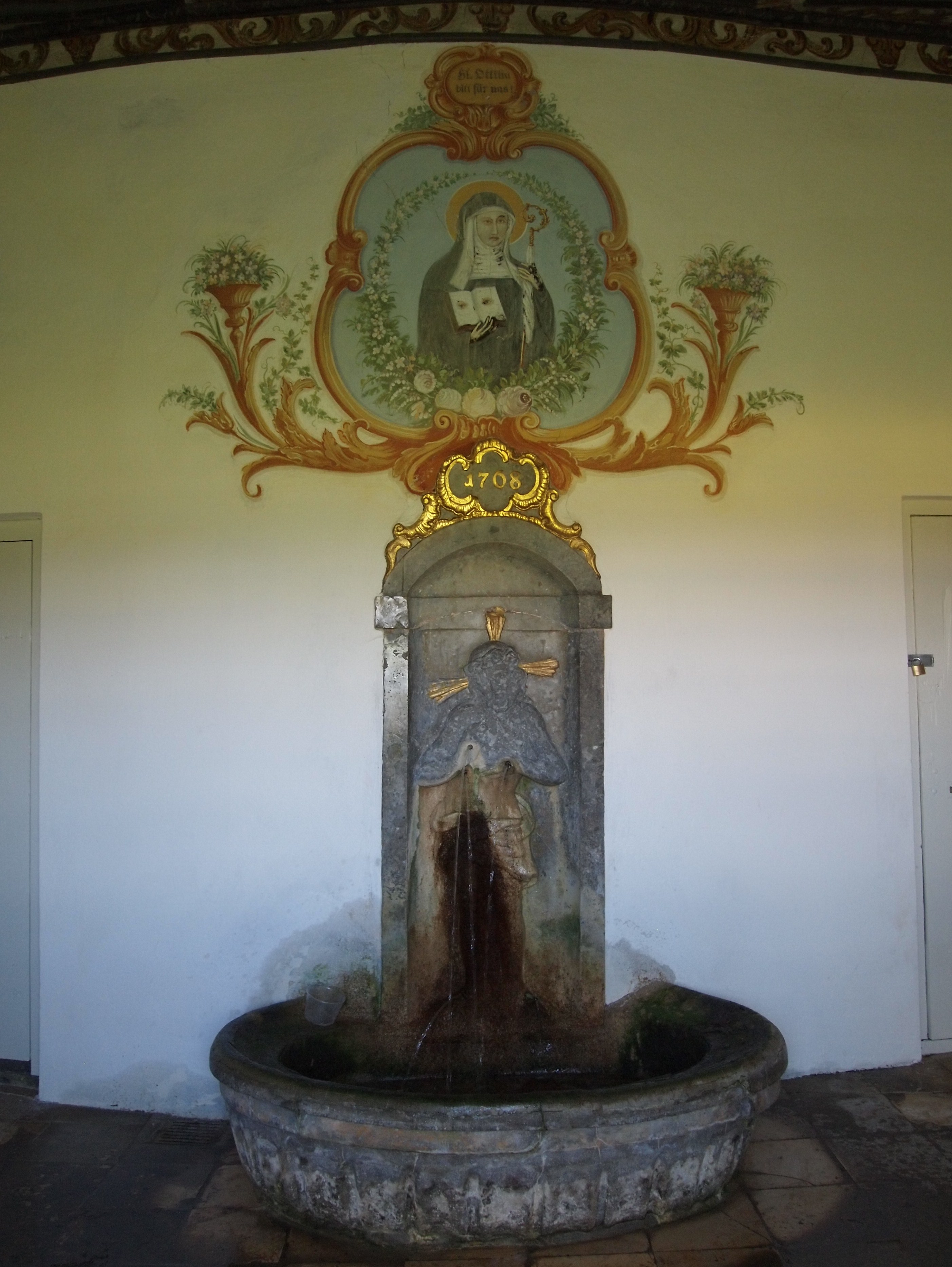
Darstellung des Schmerzensmanns, aus dessen Wunden das Quellwasser in die Brunnenschale fließt; darüber ein Wandbild der hl. Odilia, die im Zusammenhang mit Heilquellen verehrt wird.

Die Fünf-Wunden-Kapelle (auch „Brünnele“ genannt) steht in Hörmanshofen, einem Gemeindeteil von Biessenhofen im Landkreis Ostallgäu in Bayern. Das Bauwerk ist in der Liste der Baudenkmäler in Biessenhofen als Baudenkmal unter der Nr. D-7-77-112-20 eingetragen.

## Beschreibung
Die Kapelle wurde am Ende des 17. Jahrhunderts über einer Quelle erbaut. Der Innenraum des rechteckigen Langhauses ist mit einer Kassettendecke überspannt. Aus den fünf Wunden einer Relieffigur Christi fließt das Quellwasser. Die Statuen Marias und der Apostel Petrus und Paulus, die ursprünglich in der Pfarrkirche Mariä Himmelfahrt von Altdorf standen, hat 1863 Josef Beyrer gestaltet.